# Us and Them (альбом Shinedown)
Us and Them (рус. «Мы и они») — второй студийный альбом американской хард-рок-группы Shinedown, выпущенный 4 октября 2005 лейблом Atlantic Records. Альбом записывался в Джэксонвилле и Санфорде в штате Флорида. В поддержку пластинки было выпущено три сингла, два из которых играли в реслинг-шоу «No Mersy 2005» и «Рестлмания 22». Альбом получил статус золотого в США по версии RIAA. Это последний альбом группы, в записи которого приняли участие гитарист Джейсин Тодд и басист Брэд Стюарт.

## Список композиций
Все тексты написаны Брэнтом Смитом.
| №                   | Название            | Музыка                                   | Длительность |
| ------------------- | ------------------- | ---------------------------------------- | ------------ |
| 1.                  | «The Dream»         | Смит                                     | 0:59         |
| 2.                  | «Heroes»            | Тони Батталья, Смит, Джасин Тодд         | 3:24         |
| 3.                  | «Save Me»           | Батталья, Смит                           | 3:33         |
| 4.                  | «I Dare You»        | Батталья, Смит, Брэд Стюарт              | 3:54         |
| 5.                  | «Yer Majesty»       | Батталья, Смит, Бэрри Керч, Тодд, Стюарт | 3:01         |
| 6.                  | «Beyond the Sun»    | Батталья, Смит, Стюарт                   | 4:13         |
| 7.                  | «Trade Yourself In» | Батталья, Смит, Стюарт                   | 3:32         |
| 8.                  | «Lady So Divine»    | Батталья, Смит, Стюарт, Тодд             | 7:09         |
| 9.                  | «Shed Some Light»   | Смит                                     | 3:41         |
| 10.                 | «Begin Again»       | Батталья, Смит, Тодд                     | 3:49         |
| 11.                 | «Atmosphere»        | Батталья, Смит, Тодд, Стюарт             | 4:16         |
| 12.                 | «Fake»              | Джон Шэнкс, Смит                         | 4:04         |
| 13.                 | «Some Day»          | Батталья, Смит                           | 3:14         |
| Общая длительность: | Общая длительность: | Общая длительность:                      | 48:49        |

| №                   | Название                                  | Длительность |
| ------------------- | ----------------------------------------- | ------------ |
| 14.                 | «Simple Man» (Live)                       | 9:14         |
| 15.                 | «Stranger Inside» (Live)                  | 4:16         |
| 16.                 | «Save Me» (Acoustic)                      | 3:22         |
| 17.                 | «I Dare You» (Acoustic)                   | 3:44         |
| 18.                 | «Some Day» (Acoustic)                     | 3:13         |
| 19.                 | «One» (Clear Channel Stripped) (U2 cover) | 4:28         |
| 20.                 | «I Dare You» (Clear Channel Stripped)     | 3:41         |
| 21.                 | «Save Me» (Pull Mix)                      | 4:19         |
| 22.                 | «Persistence» (Demo)                      | 3:40         |
| 23.                 | «Carried Away» (Demo)                     | 3:14         |
| 24.                 | «Atmosphere» (Demo)                       | 3:35         |
| 25.                 | «Fake» (Demo)                             | 5:05         |
| Общая длительность: | Общая длительность:                       | 1:00:58      |

## Дополнительные песни
Эта песня была на отдельном CD, который продавался в комплекте с альбомом в магазинах Best Buy в течение ограниченного времени после релиза альбома.
| №  | Название       | Длительность |
| -- | -------------- | ------------ |
| 1. | «Carried Away» | 3:14         |

Эту песню можно было загрузить из интернета, если ввести код, найденный на упаковке экземпляра альбома, какие продавались исключительно в магазинах Wal-Mart.
| №  | Название | Длительность |
| -- | -------- | ------------ |
| 1. | «Break»  | 3:56         |

## Участники записи
Основные участники
- Брэнт Смит — вокал
- Джасин Тодд — гитара
- Бэрри Керч — ударные, перкуссия
- Брэд Стюарт — бас-гитара

Приглашённые музыканты
- Пол Флери — виолончель
- Джуан Перес — маракасы
- Оливия Батталья — чтение в песне «The Dream»

## Позиции в чартах
Альбом
| Позиция | Продажи в США | Рейтинг RIAA | Международные продажи |
| US      | Продажи в США | Рейтинг RIAA | Международные продажи |
| ------- | ------------- | ------------ | --------------------- |
| 23      | 500 000+      | Gold         | 800 000+              |

Синглы
| Год  | Сингл        | US | US Alt. | US Main. |
| ---- | ------------ | -- | ------- | -------- |
| 2005 | «Save Me»    | 72 | 2       | 1 (12)   |
| 2006 | «I Dare You» | 88 | 8       | 2        |
| 2006 | «Heroes»     | —  | 28      | 4        |